# Valence Technology
Valence Technology est une entreprise américaine qui développe et produit des cathodes au phosphate de fer et de lithium (LFP), ainsi que des batteries lithium-fer-phosphate utilisant ces cathodes.
Son siège social est situé à Austin, aux États-Unis.
Ses batteries sont utilisés dans des voitures électriques, des bus électriques, ainsi que dans le Segway.